# Braçac lo Pitit
Pitit Braçac (en francès Petit-Bersac) és un municipi francès situat al departament de la Dordonya i a la regió de la Nova Aquitània.

## Demografia
| 1962                                       | 1968 | 1975 | 1982 | 1990 | 1999 | 2007 |
| ------------------------------------------ | ---- | ---- | ---- | ---- | ---- | ---- |
| 295                                        | 231  | 204  | 206  | 210  | 195  | 175  |
| Des de 1962: població sense dobles comptes |      |      |      |      |      |      |

## Administració
| Període   | Identitat           | Partit |
| --------- | ------------------- | ------ |
| 1943-1971 | Marcel Saint-Gérard |        |
| 1971-1989 | Marcel Dudignac     |        |
| 1989-2006 | Paul Pichardie      |        |
| 2006-     | Jean-Louis Duprat   |        |